# Splügenpass
Průsmyk Splügenpass (italsky Passo dello Spluga, rétorománsky Pass dal Spleia) s vrcholem v nadmořské výšce 2114 m spojuje Splügen ve švýcarském Rheinwaldu v kantonu Graubünden (severní strana) s Chiavennou v italské provincii Sondrio a s Komským jezerem (jižní strana) a odděluje horskou skupinu Tambo na západě od horské skupiny Platta na východě, čímž se zároveň nachází na dělicí linii mezi Západními a Východními Alpami. Přes průsmyk vede rozvodí mezi Rýnem a Pádem, které zde odpovídá hranici mezi Švýcarskem a Itálií.
Na severní straně průsmyku pramení řeka Hüscherabach, která se ve Splügenu vlévá do Hinterrheinu. Východně nad vrcholem průsmyku leží jezero Bergseeli.

## Historie

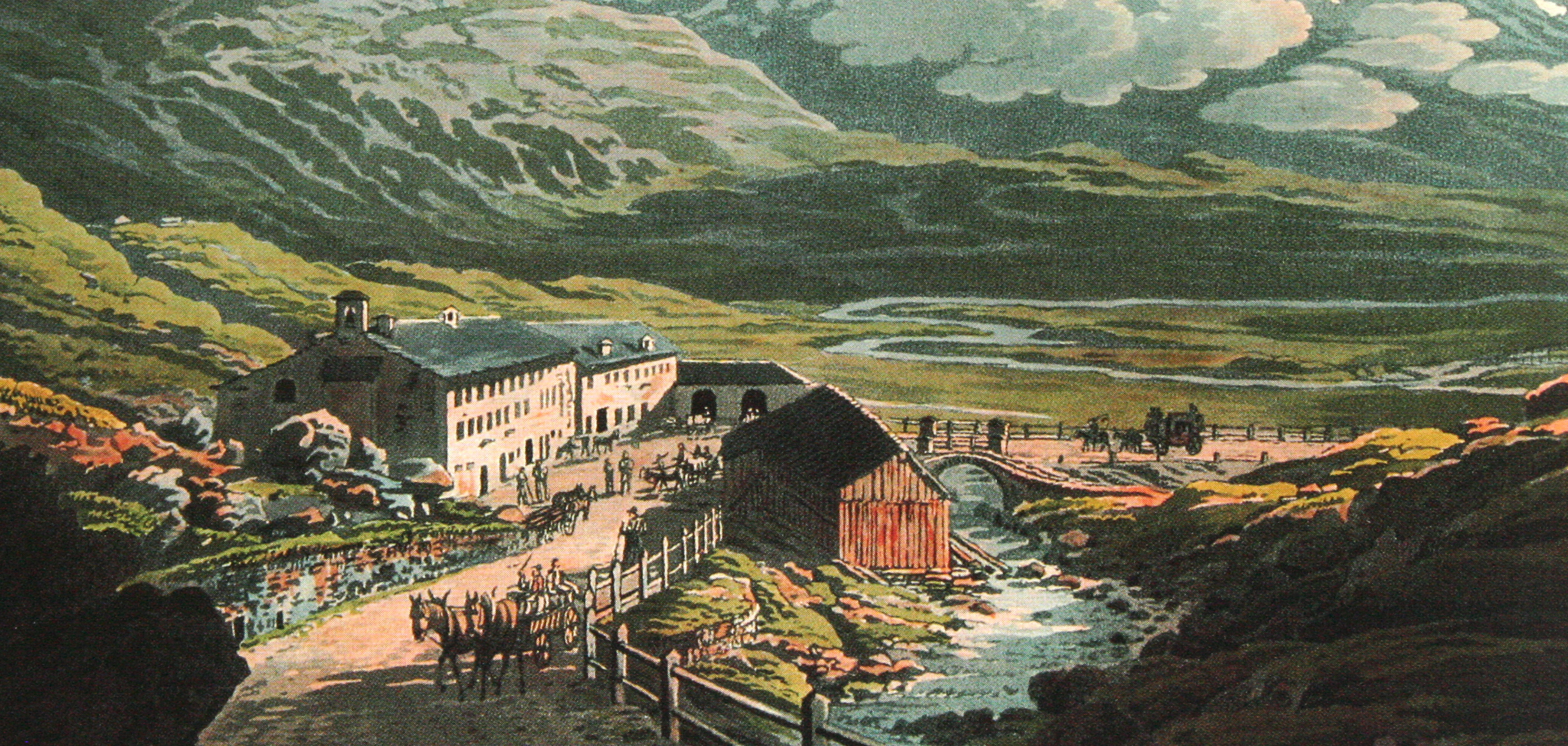
Průsmyk Splügen (kolem roku 1810)

Průsmyk znali již Římané, pravděpodobně pod názvem "Cunus Aureus" – "zlatý vrchol", pokud to neznamenalo Julierpass. Název Splügen prý pochází z latinského "specula", což znamená "vyhlídka", nebo z románského "Speluca", "jeskyně", a zřejmě se používalo i ve středověku. Na úkor Horní cesty přes Septimerpass, kterou prosazoval vlivný biskup z Churu, ztratila na významu i proto, že špatně udržovaná přístupová cesta k Hinterrheinu viditelně chátrala. Rokli a cestě se proto od 13. století říkalo Viamala ("špatná cesta") a teprve poté, co se heinzenberské obce Thusis, Masein a Cazis rozhodly v roce 1473 připravit "die richstrass und den waeg", se cesta přes Splügen vyvinula v nejdůležitější graubündenskou tranzitní trasu a umožnila pravidelný "kurzovní provoz", jako například poselstvo z Lindau.
Současná silnice byla postavena na vlastní náklady Rakušanů, kteří v té době Milánu vládli, a dokončena v létě roku 1822. Od vybudování tunelu přes San-Bernardino-Pass ztratil průsmyk do značné míry svůj dřívější význam. V 19. století existovaly plány na vybudování železniční tratě přes Splügen, které však ztroskotaly na odporu kantonu Ticino, který by tak byl obcházen. Nakonec byla upřednostněna výstavba prvního Gotthardského tunelu.
V osmdesátých letech se diskutovalo o 46,7 km dlouhém základním tunelu Splügen mezi Thusisem a Chiavennou. Jednalo se o jeden z pěti projednávaných projektů železničního tunelu v oblasti švýcarských Alp. Projekt byl odložen ve prospěch Gotthardského a Lötschberského základního tunelu.

## Galerie Splügen

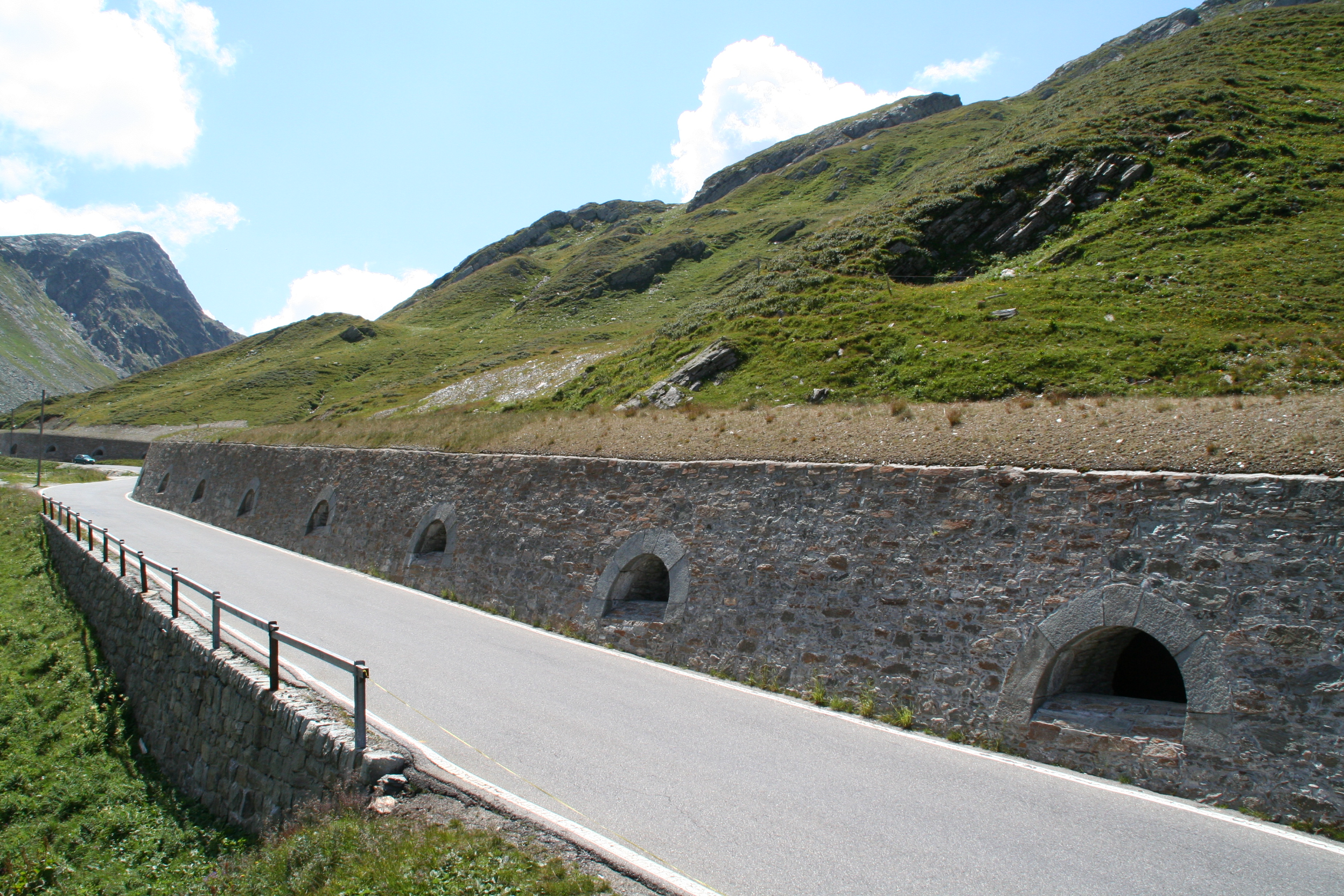
Galerie v průsmyku Splügen

312 metrů dlouhá galerie v průsmyku Splügen byla postavena v letech 1843–1846, poprvé renovována v roce 1991 a podruhé v letech 2006–2011.
Splügenská trasa byla kdysi považována za nebezpečnou. V prosinci 1800 se 15tisícová armáda francouzského maršála Jacquese MacDonalda vydala přes Splügenský průsmyk směrem k Chiavenně navzdory zuřící sněhové bouři. Stovky vojáků byly zavaleny lavinami. Na ochranu cestujících, mezkařů a povozníků bylo postaveno několik domů a galerií u cest. Galerie na severní straně je jediná, která se dochovala dodnes. Byla postavena v letech 1843–1846 a je dlouhá 312 metrů. Galerie byla postavena podle projektu inženýra Carla Doneganiho a pod celkovým dohledem kantonálního inženýra Richarda La Nicca.
Po druhé světové válce zůstal průsmyk Splügen v zimě uzavřen a galerie byla objížděna letní silnicí. V srpnu 1991 byla galerie částečně zrekonstruována. Byl položen nový povrch a opraveny hrany.
Zdivo galerie z přírodního kamene je tradičně dvouplášťové, přičemž jádro je vyplněno zbytkovým materiálem. Odtok svahové vody zajišťoval systém vtokových šachet, sběrných jímek a příčných odřezů pod galerií. Postupem času se odvodňovací struktury zanášely a těsnění klenby netěsnilo. V zimě se část klenby zřítila kvůli mrazu ve zdivu.
V letech 2006–2011 bylo opraveno 60 metrů severní části galerie a připraveno pro budoucí využití jako výstavní prostor. Na zbývajícím úseku byla obnovena klenba v místě zřícení, stěny byly staticky zajištěny a znovu vyspraveny, byly opraveny drenážní konstrukce a obnovena hydroizolace. Kompletní restaurování stálo celkem 2 015 000 švýcarských franků.

## Trasa

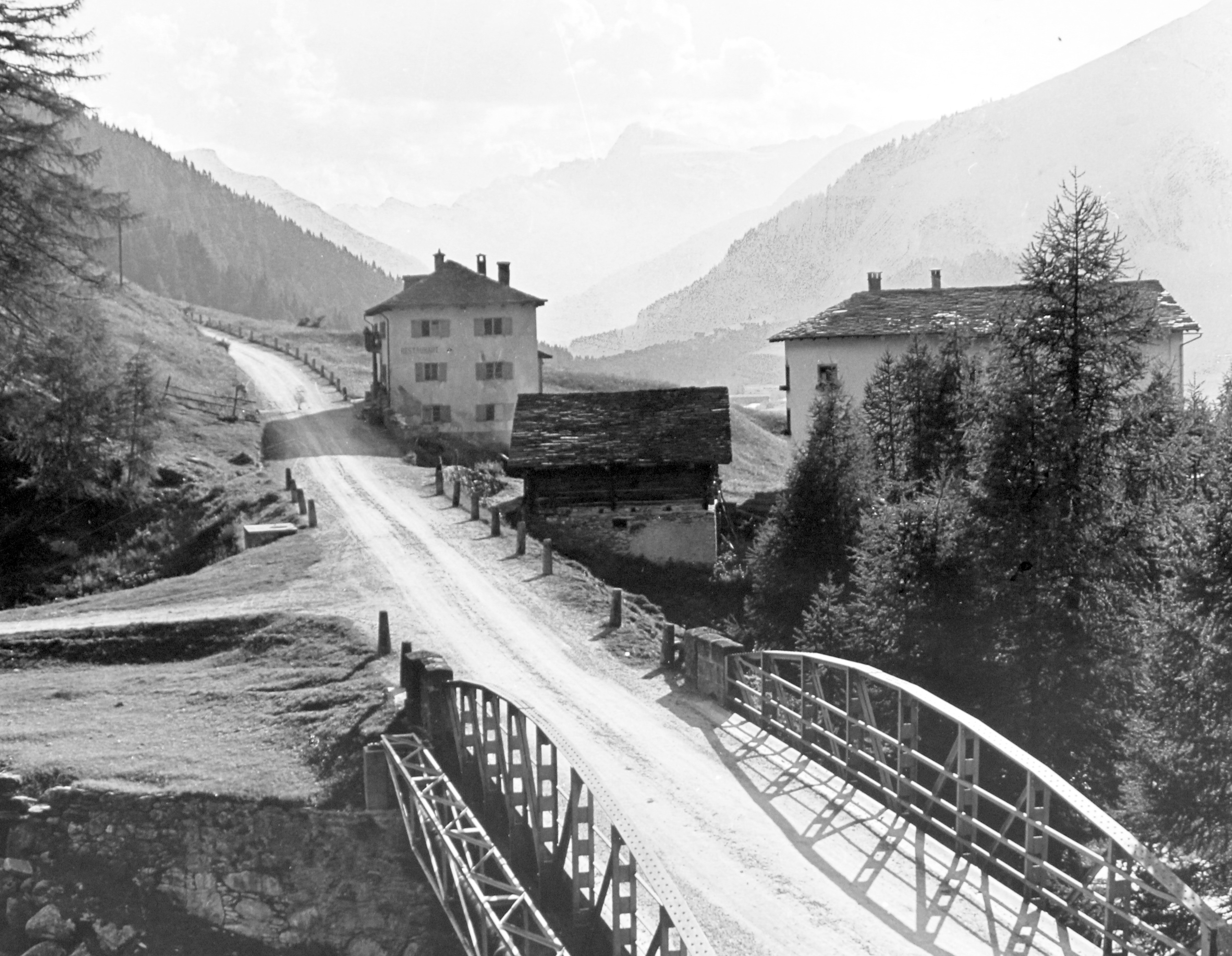
Začátek průsmykové cesty nad Splügens, vpravo bývalý Wädenswilerhaus, dnes Hüschera-Lodge (kolem roku 1920)

Devět kilometrů dlouhá severní rampa ze Splügenu vede na vrchol průsmyku přes dvě skupiny ostrých zatáček, z nichž jedna má šest serpentin za Splügenem a druhá patnáct serpentin před vrcholem průsmyku. Nachází se zde bývalá pohraniční stanice a o víkendech je zde provozována restaurace Berghaus Splügenpass. Jižní rampa (SS 36) přes italské údolí Val San Giacomo je pozoruhodná: mezi vrcholem průsmyku a Chiavennou je výškový rozdíl téměř 1800 metrů na vzdálenosti asi 30 kilometrů. Trasa vede kolem jezer Lago di Montespluga, Madesimo, Lago d'Isola a Campodolcino do Chiavenny. Odtud se dostanete k jezeru Como a do průsmyku Malojapass. Silnice je v celé délce asfaltová a má dva jízdní pruhy. V zimě je průsmyk uzavřen.

## Zajímavosti
- Nad Splügenem vede průjezdní silnice přes Mramorový most.
- 100 m východně od silnice vede kulturní a dálková turistická stezka Via Spluga po historické stezce pro mezky přes průsmyk Splügen; zde je uvedena nadmořská výška 2113 m (viz obrázek rozcestníku), jedná se tedy o skutečný průsmyk (sedlo), proto se pro vrchol silnice používá ve švýcarských mapách také označení Strassenpass.
- Nedaleko vrcholu průsmykové cesty byla v nadmořské výšce 2100 metrů vytěžena křemencová deska. V regionu se používal jako střešní krytina. Těžba byla ukončena.
- Silnice přes průsmyk se skládá ze 75 serpentin; 52 z nich je na italské straně a 23 na švýcarské straně.

## Galerie

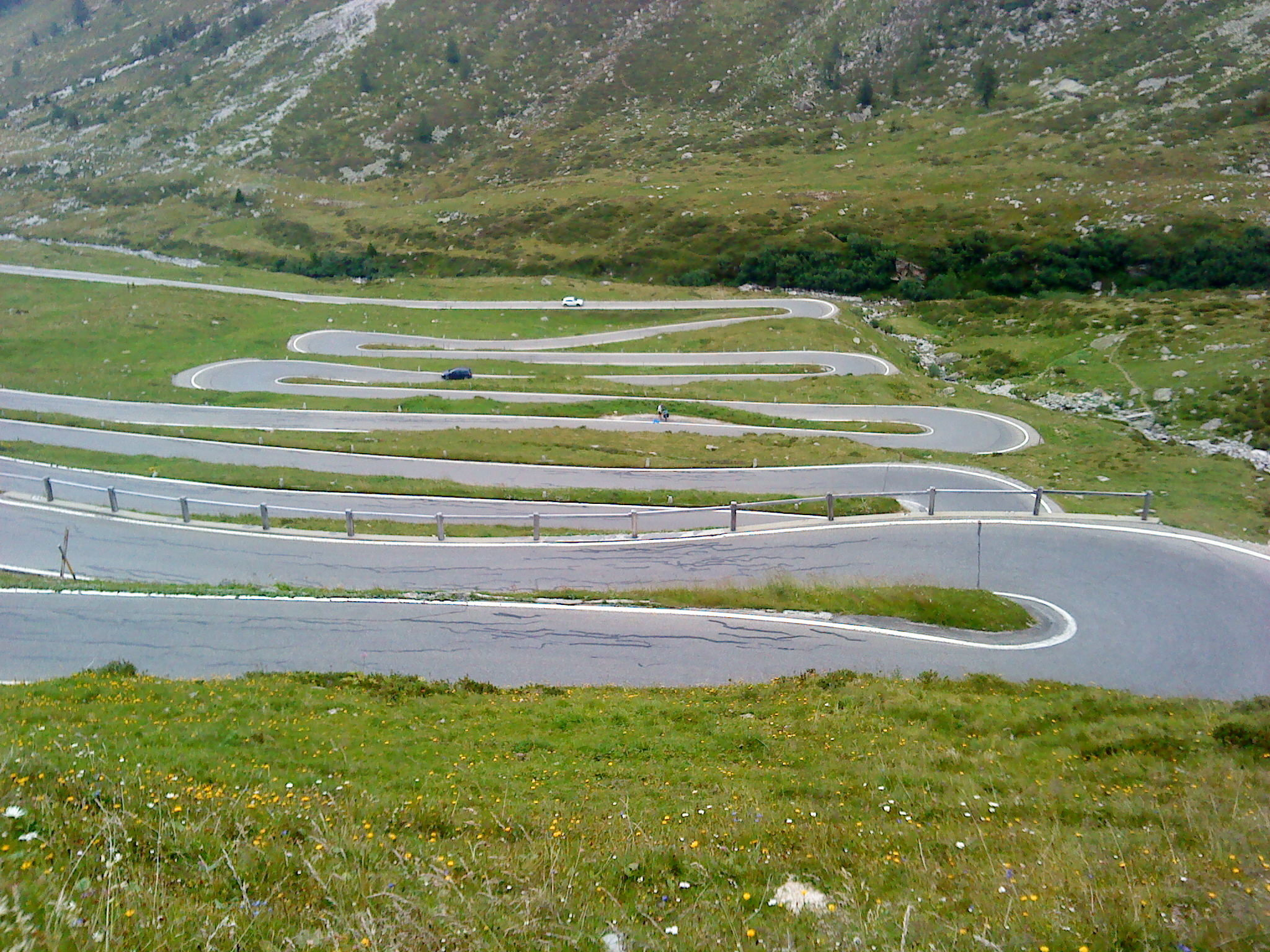
Serpentiny na severní straně
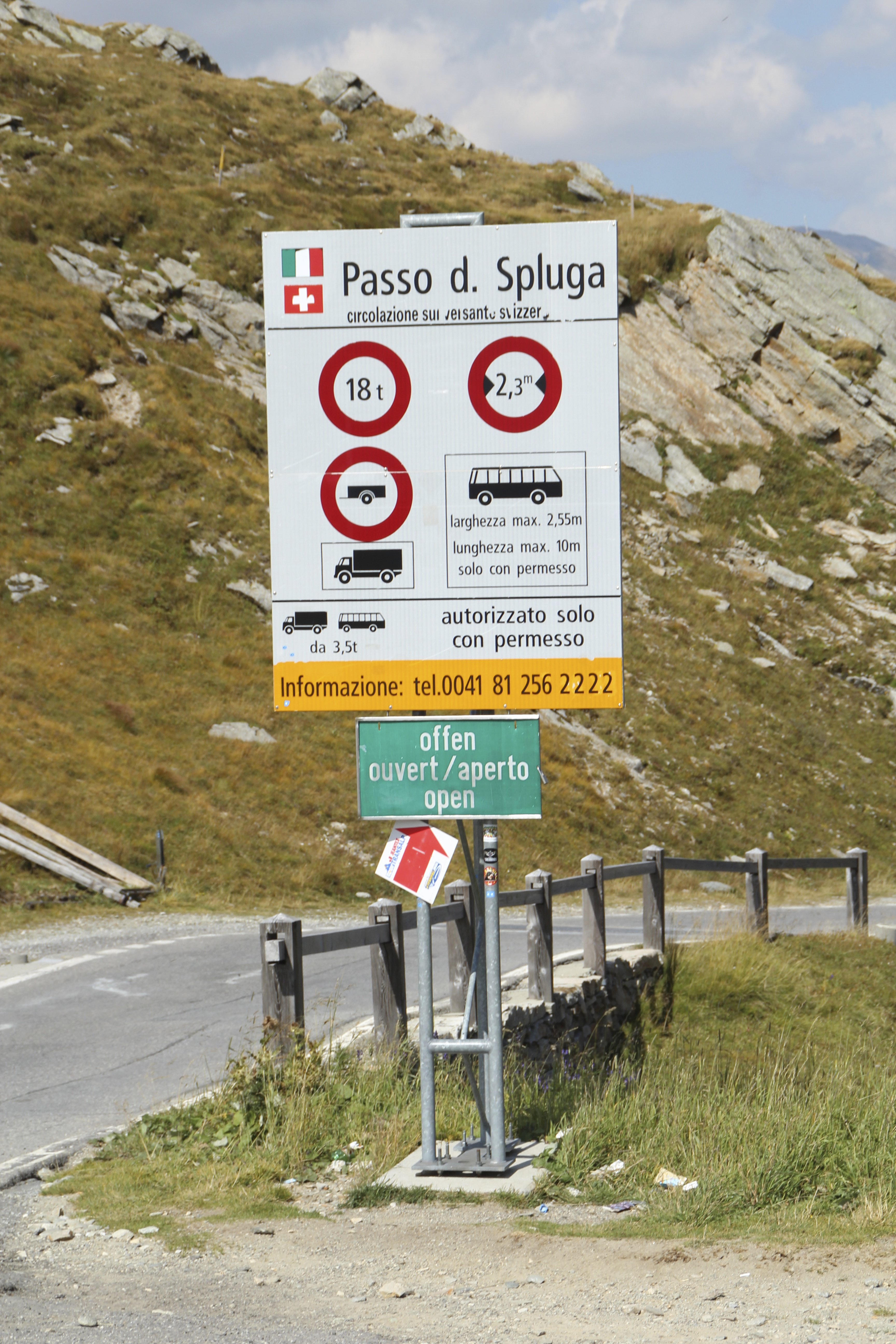
Vrchol průsmyku
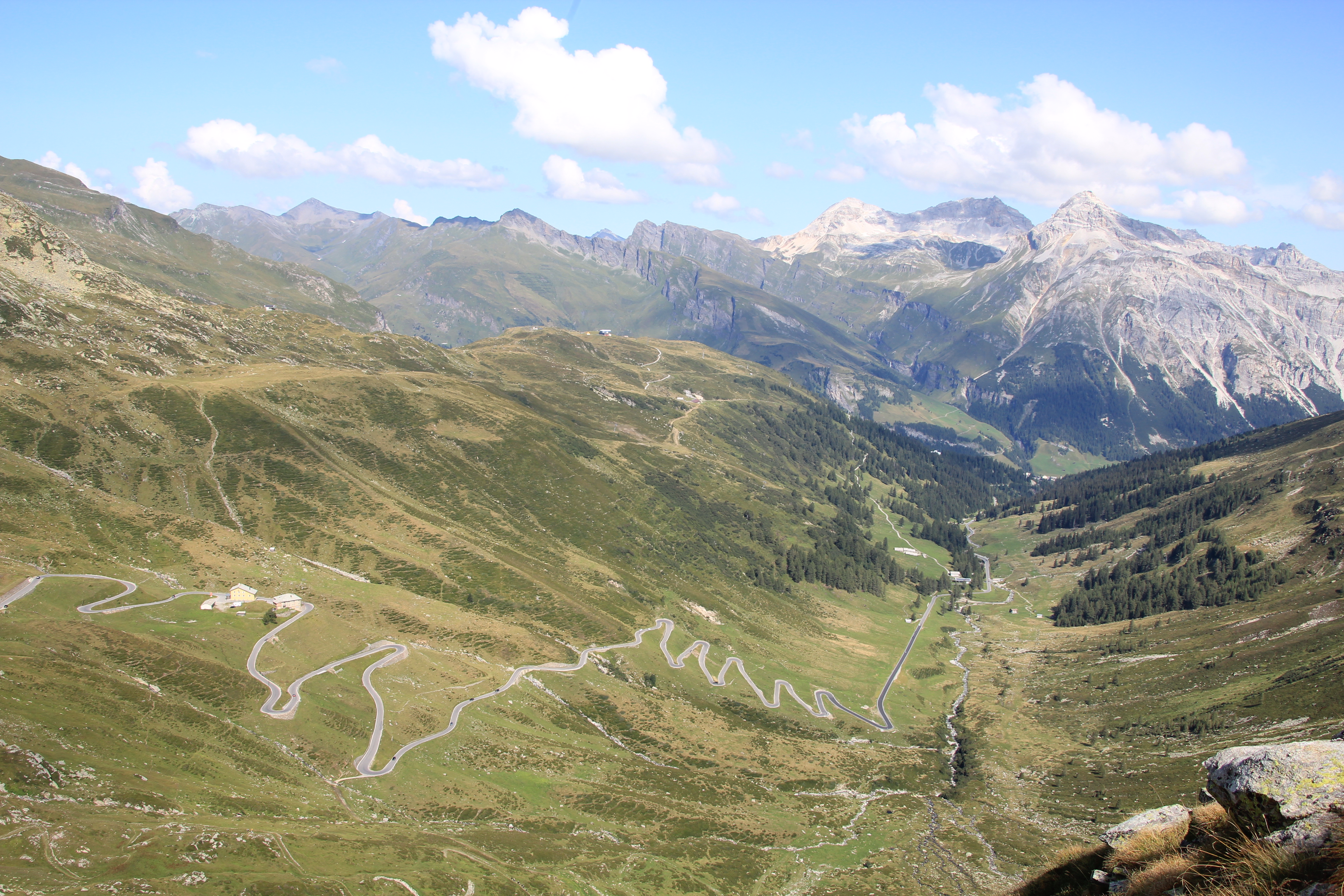
Švýcarská strana průsmykové cesty s výhledem na Teurihorn
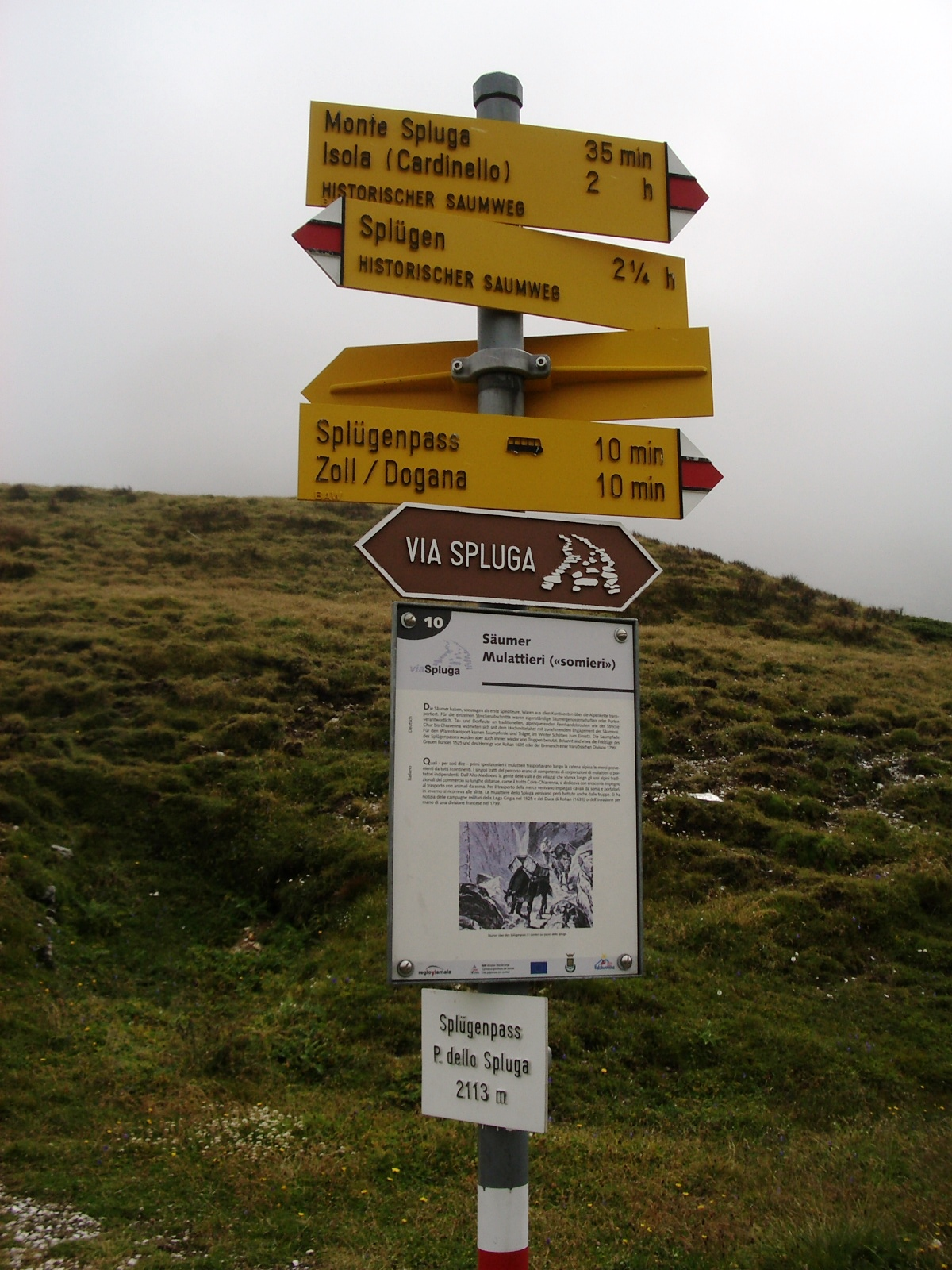
Rozcestník na Via Spluga
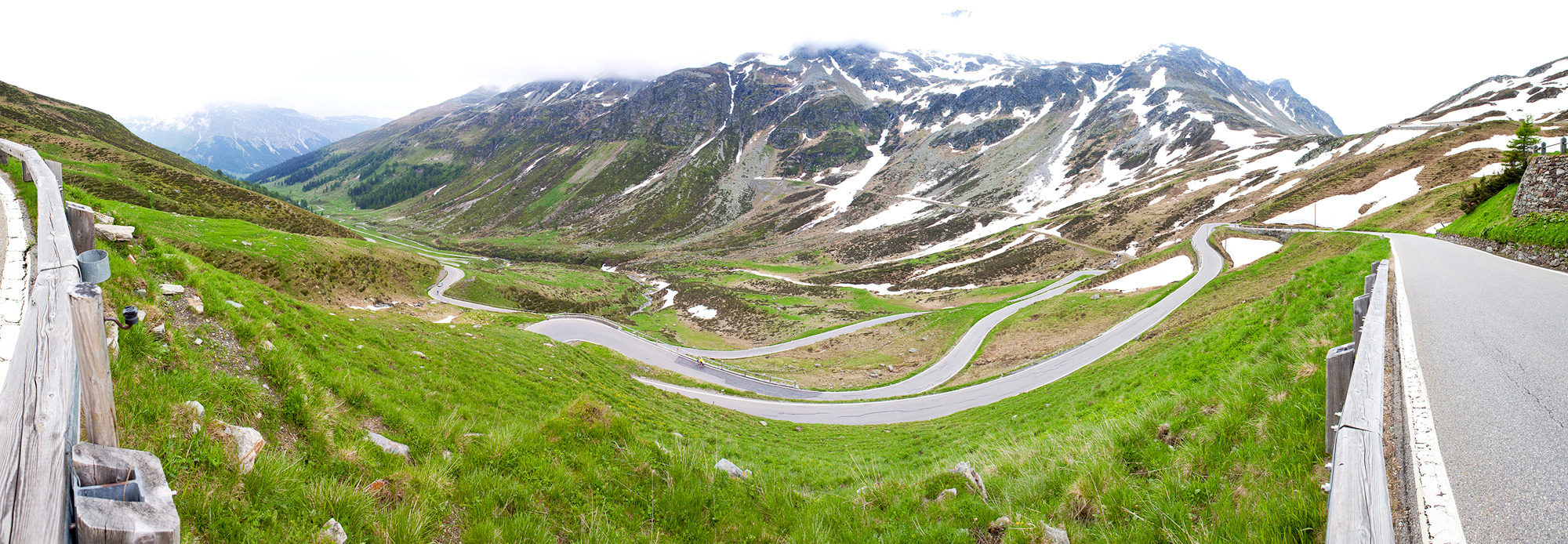
Panorama severní strany Splügenpass
Splügenpass. Historický letecký snímek Wernera Friedliho (1954)